# 저지 드레드 (2012년 영화)
저지 드레드(Dredd)는 2012년 개봉한  SF 액션 영화이다. 저지 드레드를 원작으로 하며, 1995년 개봉한 동명의 영화의 리부트 영화이며 일정 부분의 설정을 가져왔다.

## 줄거리
2080년, 핵전쟁 이후 황폐해진 미국에서 동쪽 해안에는 8억 인구와 하루 1만 7천 건의 강력 범죄가 발생하는 거대 도시 메가시티 원이 존재한다. 이 도시의 유일한 질서 유지 세력은 판사이자 배심원, 그리고 사형 집행관 역할을 모두 수행하는 '저지'들이다. 베테랑 저지 드레드는 신참 저지 카산드라 앤더슨과 함께 강력한 범죄 소탕에 나선다. 앤더슨은 판사 자격 시험에 간신히 통과했지만 뛰어난 사이킥 능력을 가지고 있어, 저지들은 그녀의 능력이 범죄와의 전쟁에 도움이 될 것이라 판단한다. 드레드는 앤더슨에게 명령 불복종, 오판, 무장 해제 시 즉시 불합격 처리될 것이라고 경고한다.
드레드와 앤더슨은 200층 높이의 슬럼가 아파트 단지 '피치 트리'에서 마약 조직 보스 마마의 세력을 조사한다. 마마는 슬로모라는 신종 마약을 사용해 시간을 1%로 지각하게 만든 후, 세 명의 마약 딜러를 건물 꼭대기에서 던져 살해했다. 드레드와 앤더슨은 마약 소굴을 급습해 마마의 부하 케이를 체포하고 심문하려 하지만, 마마의 세력은 아파트의 보안 관제실을 장악해 핵폭발 방호문으로 건물을 봉쇄하고 저지들이 건물을 나가지 못하게 막는다.
마마는 주민들에게 저지들을 죽이거나 숨으라고 명령하며, 드레드와 앤더슨은 수많은 폭력배와 싸워야 한다. 격전 끝에 두 사람은 76층에 도달하지만, 마마는 회전식 기관포로 공격하여 건물의 벽을 파괴하고 많은 주민들을 죽인다. 드레드는 케이를 심문하여 피치 트리가 슬로모 제조 및 유통의 중심지임을 알아내고, 앤더슨은 지원군을 기다려야 한다고 주장하지만 드레드는 마마를 추격한다. 앤더슨이 무장 해제 당하고 케이에게 납치되자, 드레드는 부패한 저지들의 존재를 알게 된다.
앤더슨은 케이를 제압하고 탈출하며, 다른 부패한 저지들을 죽인다. 드레드는 부패한 저지 중 하나에게 부상을 입지만, 앤더슨에게 도움을 받아 그를 사살한다. 앤더슨은 마마의 컴퓨터 전문가에게서 접근 코드를 얻어 그를 풀어주고, 드레드는 이를 실패로 간주한다. 드레드와 앤더슨은 마마의 아파트로 침입해 대부분의 부하들을 사살하지만, 앤더슨은 총에 맞는다. 마마는 드레드가 자신을 죽이면 폭탄을 터뜨려 건물을 파괴할 것이라고 위협하지만, 드레드는 마마에게 슬로모를 흡입시킨 후 건물 아래로 던져 죽인다.
피치 트리에서 질서를 회복한 후, 드레드는 앤더슨에게 평가가 끝났다고 말하며 그녀는 저지 자격을 포기한다. 하지만 드레드는 최고 재판관에게 앤더슨이 합격했다고 전한다.

## 캐스팅
- 칼 어번 - 저지 드레드
- 올리비아 설비 - 저지 카산드라 앤더슨
- 레나 헤디 - 마마
- 우드 해리스 - 케이